# Odontodes griseifusa
Odontodes griseifusa är en fjärilsart som beskrevs av Alfred Ernest Wileman och Reginald James West 1928.
Odontodes griseifusa ingår i släktet Odontodes och familjen nattflyn. Inga underarter finns listade i Catalogue of Life.